# Protonemura zernyi
Protonemura zernyi är en bäcksländeart som beskrevs av Aubert 1964. Protonemura zernyi ingår i släktet Protonemura och familjen kryssbäcksländor. Inga underarter finns listade i Catalogue of Life.